# Bouea macrophylla
Bouea macrophylla är en sumakväxtart som beskrevs av William Griffiths. Bouea macrophylla ingår i släktet Bouea och familjen sumakväxter. Inga underarter finns listade i Catalogue of Life.